# Hlemýžď kropenatý
Hlemýžď kropenatý (Cornu aspersum), známý také jako hlemýžď jihoevropský nebo hlemýždík kropenatý, je druh suchozemského plže z čeledi hlemýžďovití, který se vyskytuje převážně kolem Středozemního moře, v západní Evropě, severní Africe a Malé Asii, kde žije na polích, v lesích či parcích a lze ho nalézt i na vinicích. Patří mezi nejrozšířenější druhy v Evropě. Vzhledem k tomu, že hlemýžď kropenatý se z areálu svého původního výskytu rozšířil do řady nových oblastí a že se v některých těchto oblastech invazně šíří a působí závažné škody, je považován za invazivní druh.

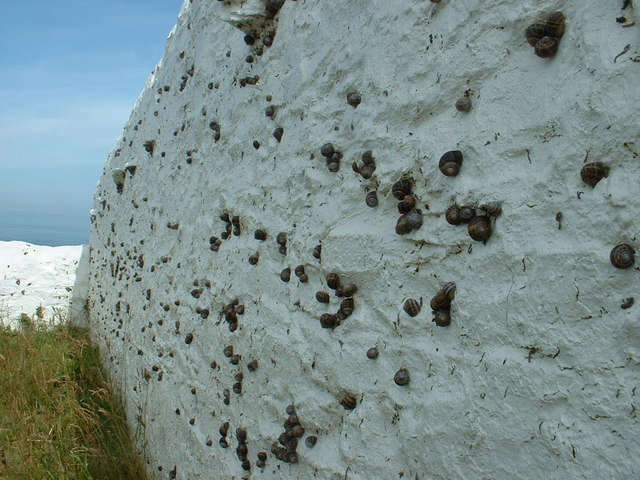
Shromažďuje se ve velkých skupinách, například na zdech či kmenech dřevin

## Vědecká synonyma
- Cryptomphalus aspersus (O. F. Müller, 1774)
- Helix (Cornu) aspersa (O.F. Müller, 1774)
- Helix aspersa
- Helix aspersus

## Výskyt
Z hlediska šíření je hlemýžď kropenatý typicky antropochorním druhem (tj. druhem rozšiřovaným člověkem). Často je šířen záměrně jak do farmářských, tak i do zájmových chovů. Nezáměrně je šířen dopravními prostředky, na přepravních obalech, s rostlinnými komoditami, vajíčka hlemýždě mohou být šířena v půdním substrátu při mezinárodním obchodu s hrnkovými rostlinami.
Hlemýžď kropenatý se původně vyskytoval ve Středomoří, jak v jeho africké, tak i evropské části, a dále v západní Evropě. V současné době je rozšířen ve všech světadílech mimo Antarktidy. V Evropě je hlemýžď v některých zemích původní (v Andoře, Francii, Itálii, Kypru, Maltě, Portugalsku, Řecku a Španělsku), do řady dalších evropských zemí byl dovezen (např. Albánie, Belgie, Bělorusko, Bosna a Hercegovina, Dánsko, Estonsko, Irsko, Maďarsko, Moldavsko, Německo, Nizozemsko, Norsko, Polsko, Lichtenštejnsko, Rakousko, Rusko, Severní Makedonie, Slovensko, Slovinsko, Srbsko, Švédsko, Švýcarsko, Ukrajina, Velká Británie), přičemž do některých z nich záměrně k chovu na hlemýždích farmách. V řadě z těchto zemí je výskyt tohoto druhu omezen právě jen na hlemýždí farmy.
Status karanténního škodlivého organismu má hlemýžď kropenatý v Kanadě a USA. Z řady zemí je hlášeno jeho invazní chování (např. Jihoafrická republika, Izrael, Nový Zéland, Francouzská Polynésie, USA, Kanada, Haiti, Argentina, Brazílie, Chile, Peru, Uruguay, Venezuela).

### Výskyt v Česku
V České republice byl výskyt živých jedinců hlemýždě poprvé zjištěn v roce 2008 na ruderálních stanovištích v Holešovicích, kam byl pravděpodobně zavlečen při mezinárodním obchodu s rostlinnými komoditami, a dále v roce 2011 v Mariánských Lázních, kde došlo k úniku hlemýždě z nezabezpečeného chovu. O předcházejících průnicích hlemýždě na území Čech a Moravy, při nichž nedošlo k jeho usídlení, svědčí nález jedné prázdné ulity před padesáti lety v Praze a dvou živých jedinců před více než třiceti lety v Mohelně.
Údaje jeho o malé schopnosti odolávat mrazu jsou však v rozporu se situací v ČR v zimě 2011–2012, kdy bylo území ČR zasaženo výjimečně mrazivým počasím v prvních čtrnácti dnech února. V tomto období se denní teploty na většině území pohybovaly okolo -10 °C a noční teploty klesaly i v Praze k -20 °C. Průměrná únorová teplota vzduchu pro území ČR byla -5,3 °C. Jak potvrdilo pozorování Státní rostlinolékařské správy v roce 2012, české populace hlemýždě přežily tyto mrazy, a to i ve stadiu dospělce.
Vzhledem k tomu, že se nepotvrdil předpoklad, že hlemýžď v České republice nepřežije silné mrazy v zimním období, Státní rostlinolékařská správa jej považuje za potenciální hrozbu pro zemědělce a zahrádkáře a věnuje tomuto druhu zvýšenou pozornost. Státní rostlinolékařská správa v roce 2012 kromě sledování schopnosti přezimovat provádí i průzkum k namátkovému ověření, neexistují-li další lokality výskytu hlemýždě na území ČR. Vzhledem k rozsahu mezinárodního obchodu a množství různých cest umožňujících šíření je velmi pravděpodobné, že hlemýžď kropenatý bude nadále pronikat na území ČR a v místech průniku může dojít k jeho usídlení.

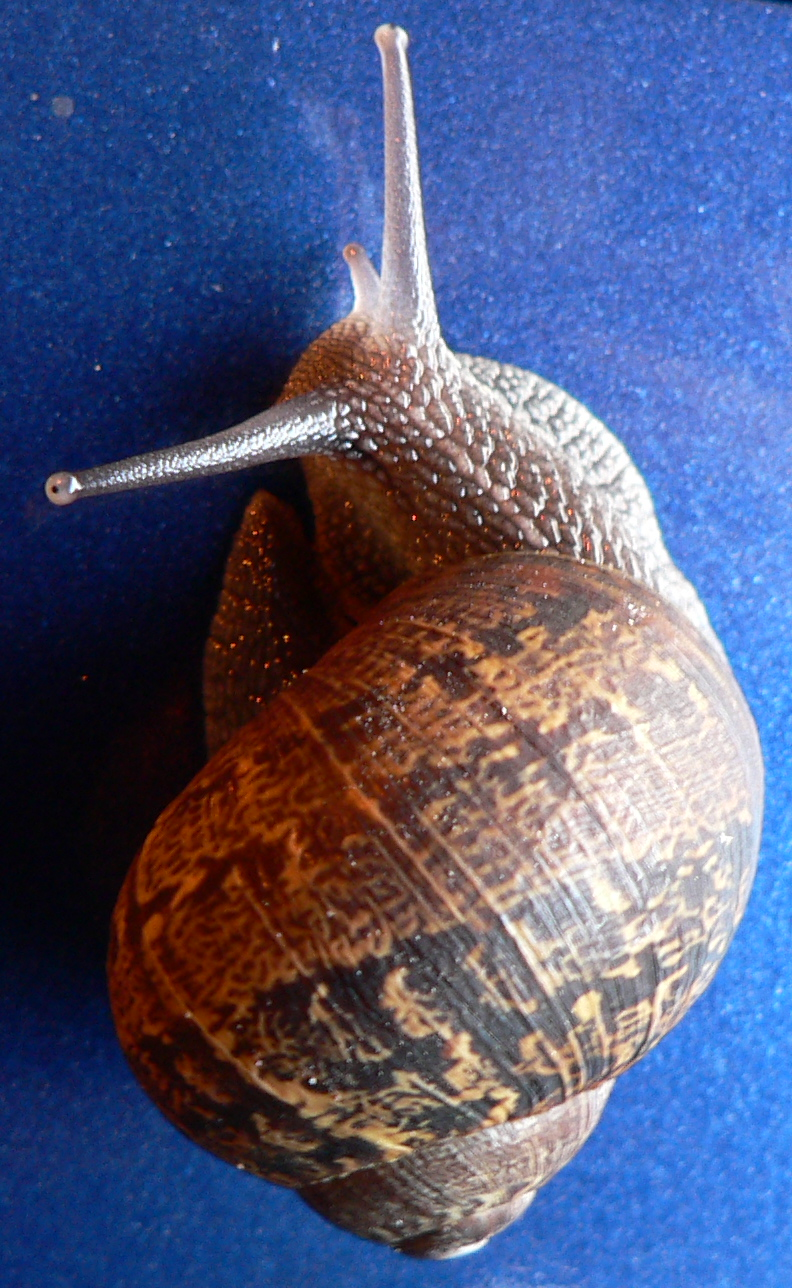
Dospělec

## Vzhled
Dospělý jedinec má pevnou tenkou ulitu z uhličitanu vápenatého. Je 25–40 mm široká a 25–35 mm vysoká, se čtyřmi či pěti závity a pěti tmavými, místy přerušovanými pásky. Ulita je žluto-hnědě kropenatá a má oválné ústí. Šedé až černé tělo je měkké a slizké, někdy mívá bílý pruh, jenž se táhne od ulity k tykadlům.

## Biologie

### Rozmnožování

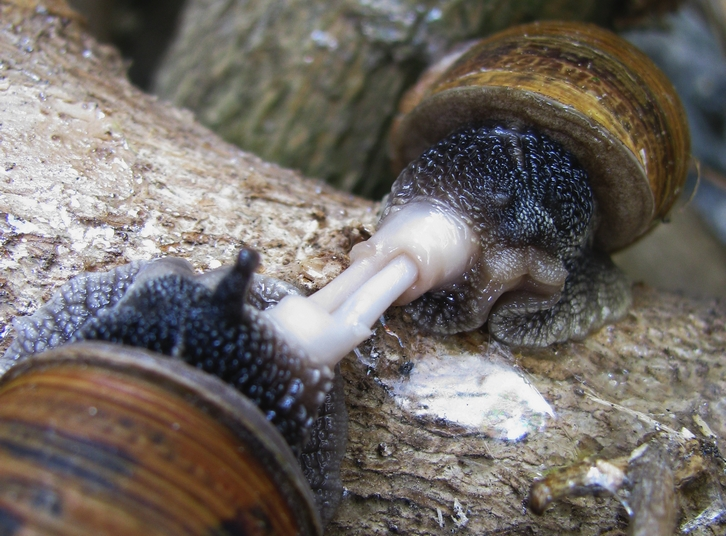
Rozmnožování

Hlemýžď je hermafrodit, vývoj je přímý. Při páření k sobě dva hlemýždi přilnou spodními ploskami a napřímí se do vztyčené polohy. Páření trvá dlouho. Dospělí jedinci se páří 2–6 x během jedné vegetační sezóny, ale frekvence páření, stejně jako frekvence kladení vajíček, jsou závislé na řadě faktorů, zejména klimatických. Oba pářící se jedinci fungují současně jako samec i jako samice.
K rozmnožování v podmínkách mírného pásma dochází v jarním období. Dva týdny po spáření klade snůšku obsahující 80–140 vajíček. Oplodněná vajíčka jsou uzavřena ve zvláštní vápenité skořápce a jsou kladena do hnízd většinou 4–7 cm hlubokých, vyhloubených svalnatou nohou. Kupičky vajíček jsou spojeny lepkavým bezbarvým slizem a jsou pokryty exkrementy a přikryty nalepenou půdou. Stadium vajíčka trvá 14–40 dní v závislosti na okolní teplotě a vlhkosti. Teplota, vlhkost a délka fotoperiody pak ovlivňují i počet snůšek za vegetační období. Za příznivých podmínek, tzn. za vysoké teploty a vlhkosti, může hlemýžď snášet vajíčka každé 4 týdny, nejčastěji však snáší 2–3krát za vegetační období.

### Vývoj
V raném období vývoje se u hlemýždě často objevuje kanibalismus, kdy čerstvě vylíhlí hlemýždi požírají během prvních 4 dnů svého vývoje dosud nevylíhlá vajíčka ve snůšce. Dospělosti hlemýžď dosahuje zhruba po dvou letech od vylíhnutí.

### Denní a roční cyklus

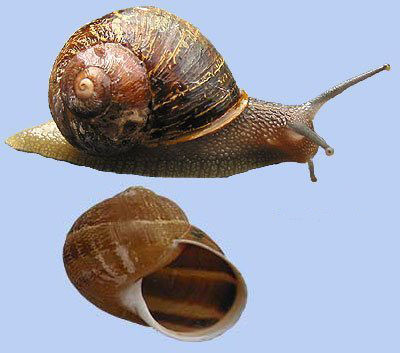
Tvar ulity

Hlemýžď kropenatý je aktivní především v noci, se dvěma vrcholy aktivity, tj. 2 a 6 hodin po západu slunce. Za vlhka po dešti je aktivní i přes den. Nízké teploty a nízká vlhkost obecně potlačují aktivitu, (při teplotě pod 7 °C a nad 27 °C nebo při relativní vlhkosti vzduchu mimo optimální rozmezí 70-95% upadá do dormance). V oblastech původního výskytu se obvykle zdržuje v porostech volně rostoucích živných rostlin, kde se zároveň přes den skrývá. Uzavřené ulity se nacházejí na místech, kde jsou chráněny před vyschnutím.
Má tenkou ulitu, což je i jedním z důvodů, proč hůře snáší zimy. Před zimou si vyhledává úkryt v chráněných místech (škvíry, trhliny a pukliny ve zdech atd.) nebo se zahrabe pod povrch půdy nebo mezi kameny a ulitu uzavře vápnitým slizovitým víčkem.
Metabolismus se v zimním období sníží na 5–30 % jeho normální hodnoty, což se týká spotřeby kyslíku, výměny vody, rytmu srdce, činnosti nervové soustavy, syntézy bílkovin. Podle literárních údajů není schopen se zahrabat tak hluboko, aby byl před mrazem dostatečně chráněn. Z hlediska odolnosti k mrazu je charakterizován jako druh plže částečně tolerující mráz. Nejnižší teploty, kterým je schopen odolávat, se nejčastěji udávají v rozmezí od -2 °C do -5 °C, pod -10 °C vydrží obecně jen několik hodin. Vajíčka jsou vůči nízkým teplotám odolnější, čemuž se hlemýžď v oblastech mírného pásma přizpůsobuje kladením vajíček jen na jaře a na podzim. Údaje o mrazuvzdornosti hlemýždě do minus pěti stupňů Celsia jsou v rozporu se skutečností zjištěnou na území ČR, kde i dospělci hlemýždě přežili silné mrazy v letech 2011 – 2012.

## Potrava
V nepůvodních oblastech výskytu se živí kromě volně rostoucích rostlin řadou plodin (zelenina, obilniny, citrusy, réva vinná ad.) a dalšími pěstovanými rostlinami, jako jsou okrasné květiny a keře. Ve svém původním prostředí požírá z volně rostoucích rostlin např. kopřivu dvoudomou (Urtica dioica), břečťan popínavý (Hedera helix) nebo různé druhy trav.
Příznaky napadení rostlin jsou podobné jako u jiných plžů, tj. nepravidelné otvory v listech s ponechanými hlavními žilkami, vyžrané otvory v plodech a slizovité stopy a trus na rostlinném materiálu. K potvrzení, že se jedná o hlemýždě, je třeba najít dospělce nebo nedospělé, ale už charakteristicky vybarvené jedince. Ti se mohou nacházet na rostlinách nebo v úkrytech v jejich okolí.

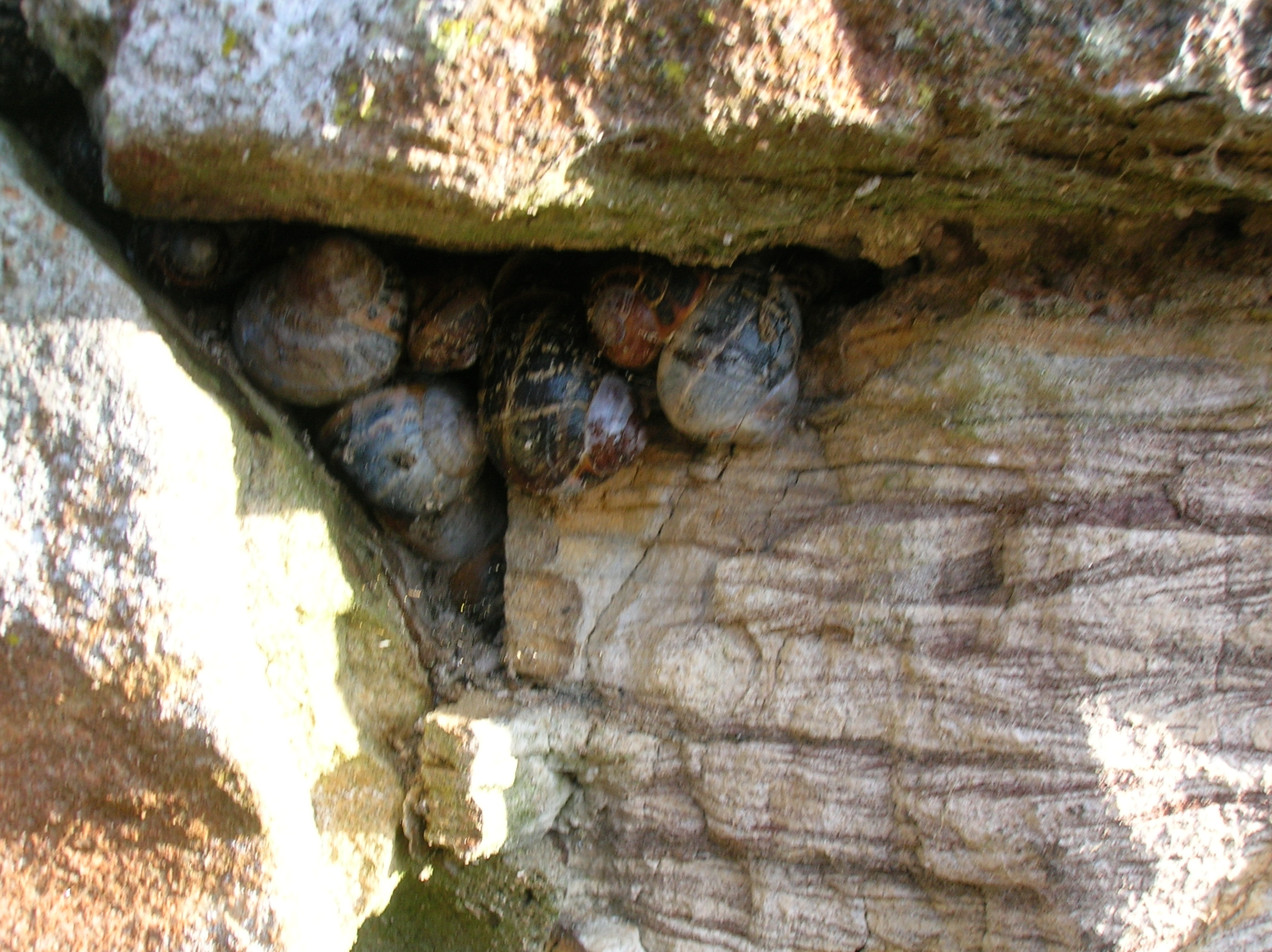
Přezimující jedinci

## Význam

### Potravinářství a kosmetika
Hlemýžď kropenatý je vysoce ceněným jedlým druhem plže, především v Evropě, ale v současné době i v Asii, Americe a Africe, a je často chován na hlemýždích farmách. Jeho chov, vzhledem k možnosti získání poměrně levného masa s vysokým obsahem bílkovin (37–51 %), je podporován v řadě rozvojových zemí. Hlemýždí farmy jsou v současné době považovány za perspektivní směr udržitelné živočišné produkce. Je také využíván k výrobě kosmetických přípravků určených k péči o kůži a k lékařským účelům. V internetových obchodech je nabízen i k zájmovému chovu v domácnostech.

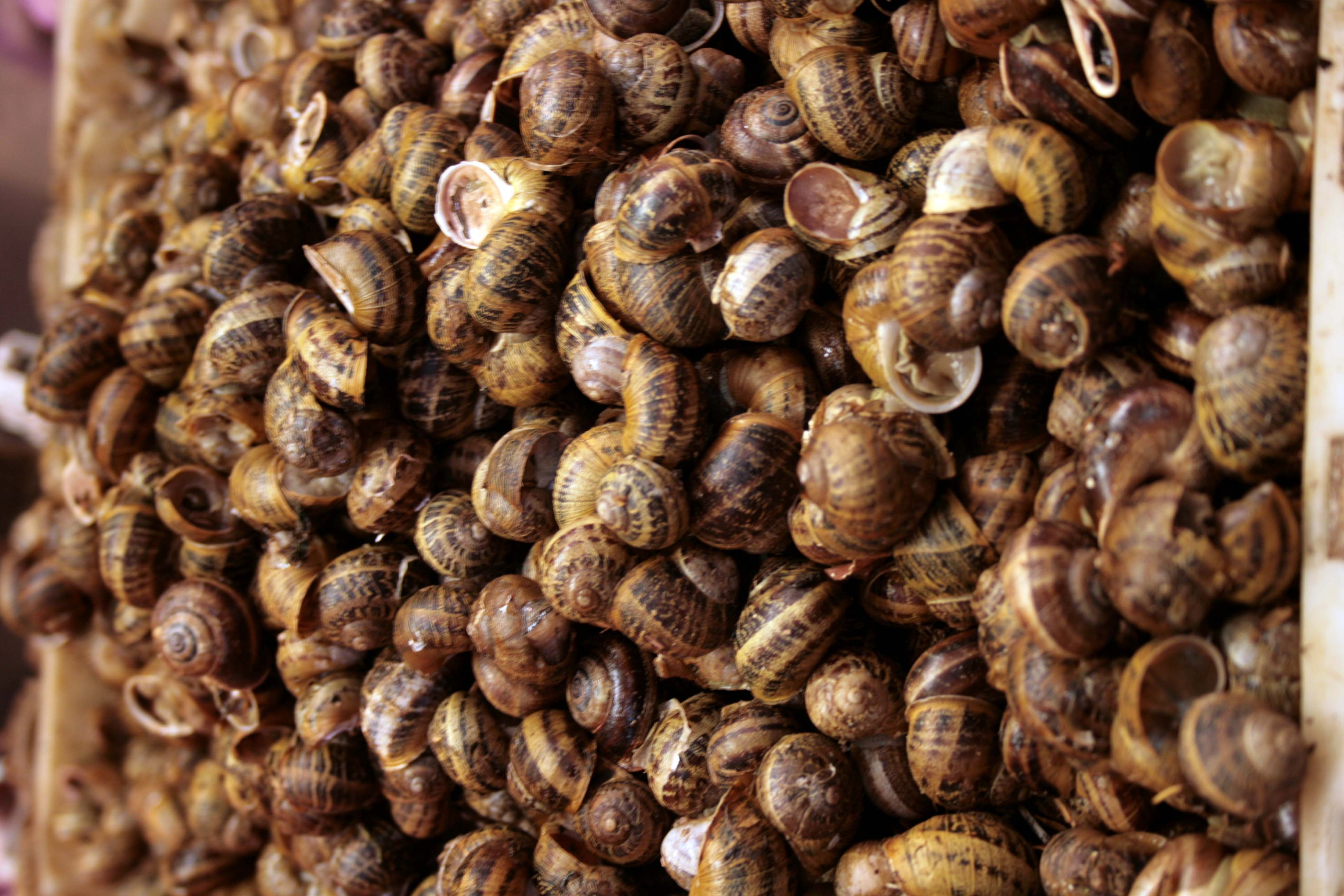
Sběr

### Zemědělství
Hospodářské škody působené hlemýžděm jsou známé z řady zemí, jak na zelenině (např. zelí, kapusta, salát, rajče), na ovocných plodinách a révě vinné, tak i na okrasných rostlinách. V Kalifornii (USA) působí ztráty na produkci citrusů zvláště v deštivých letech, kdy napadení může přesahovat 1000 jedinců na jeden strom a ztráty na produkci plodů 40–50 %, ojediněle i 90–100 %. Ve vinohradnických oblastech Jihoafrické republiky mohou výnosové ztráty u révy dosáhnout až 25 %. Navíc slizovité stopy na hroznech znehodnocují jejich vzhled a brání možnosti využití hroznů k vývozním účelům. Na Novém Zélandu a v USA působí problémy také producentům kiwi (Actinidia chinensis) jednak přímým poškozením plodů žírem, jednak tím, že v napadených porostech dochází k významnému zvýšení poškození plodů šedou hnilobou působenou houbou plíseň šedá Botrytis cinerea.

### Ekosystém
Zavlečení hlemýždě kropenatého do nových oblastí může mít nepříznivý dopad i na původní ekosystémy a původní druhy plžů. Např. na Novém Zélandu je hlemýžď hojný v původních ekosystémech a představuje pro tyto systémy nebezpečí jednak potravními preferencemi, které mohou ovlivnit strukturu rostlinných společenstev, jednak produkcí slizu a výkalů, která může vést k ovlivnění rozkladných procesů v půdě, a dále potenciálem přenášet nové parazity, schopné napadat původní druhy plžů.

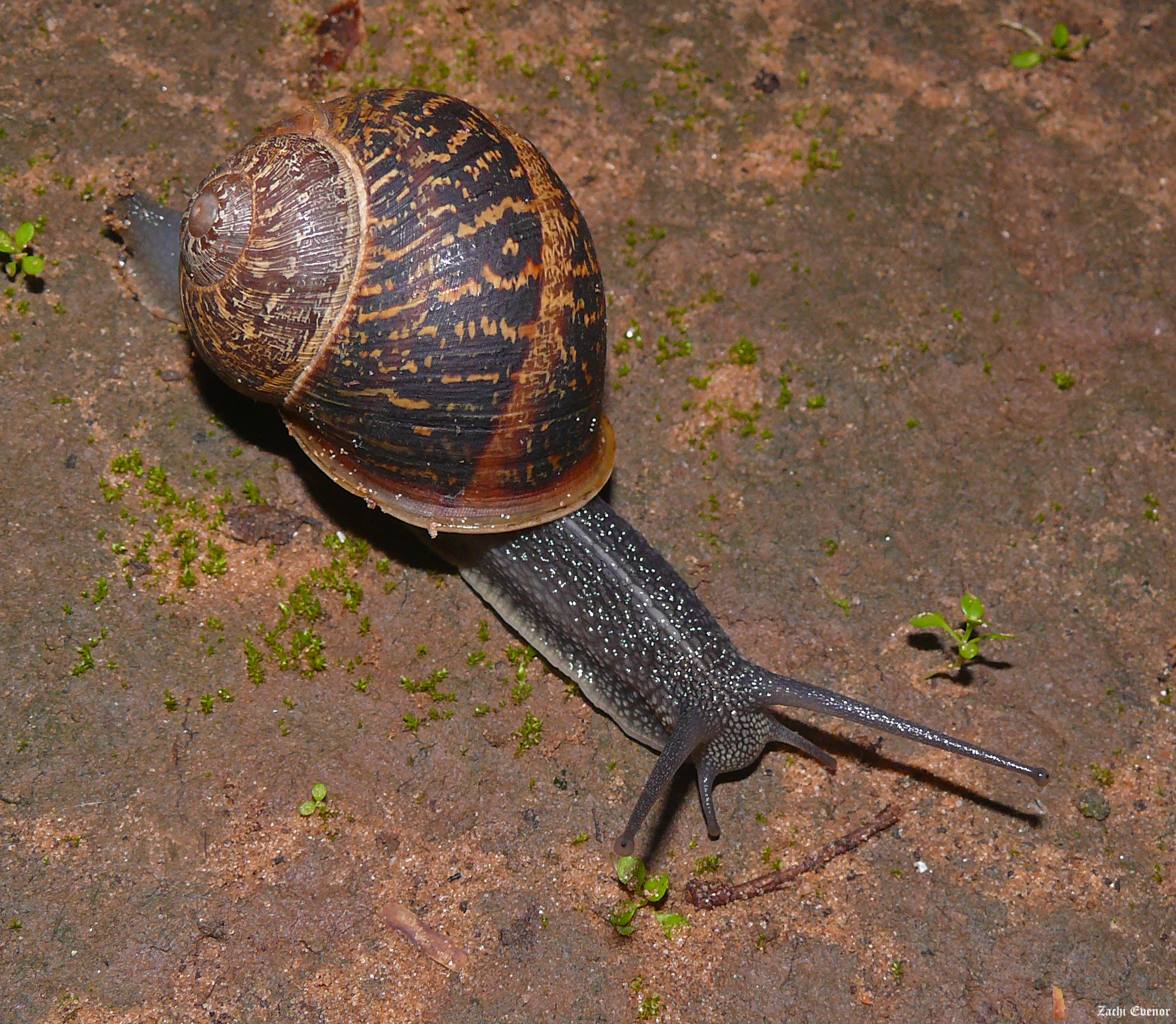
Helix aspersa, noční snímek

## Fytosanitární opatření
Sledování výskytu hlemýždě kropenatého je třeba provádět ve vhodných obdobích po dešti, kdy je aktivní i ve dne. Nejstarší, ale stále používanou metodou ochrany, využitelnou zejména na zahrádkách, je ruční sběr plžů a jejich následná likvidace. Kromě vyhledávání hlemýžďů v době, kdy jsou aktivní, je možné je sbírat v místech jejich úkrytů. Využitelnost této metody zvyšuje skutečnost, že hlemýžď žije ve skupinách a v přirozených úkrytech může být nalezeno větší množství jedinců pohromadě. Úkryty pro plže v okolí hostitelských rostlin, např. z ovlhčených prken, jutových pytlů nebo lepenky, je možné vytvářet i uměle. Metoda je účinná zejména tehdy, jsou-li ponechány jen pasti a jsou-li z okolí hostitelských rostlin odstraněny další možné úkryty (kameny, stavební odpad, husté porosty např. břečťanu, větve rostoucí blízko u země apod.). Další možností ochrany na zahrádkách jsou návnadové pasti, např. do země zahloubené nádoby plněné potravním atraktantem (např. pivem). Oblíbený způsob ochrany obsypáním záhonů popelem, pískem a jinými materiály, které brání plžům v pohybu, může sloužit na zahrádkách jen k zajištění krátkodobé ochrany.

### Biologický boj
Z prostředků biologické ochrany se v citrusových sadech v Kalifornii na ploše přes 20 000 ha úspěšně používá jihoevropský dravý plž Rumina decollata (Linnaeus, 1758). V Jihoafrické republice je studována možnost využití původního dravého plže Natalina cafra (Férussac, 1821). V menších hospodářstvích může zajistit dlouhodobou ochranu proti hlemýždi v sadech a vinohradech vypouštění drůbeže (kachny, slepice, perličky) k jejich sběru na těchto pozemcích.

### Chemická ochrana
Ochrannou účinnost mají také pásy vysypané páleným vápnem nebo síranem měďnatým. Natření kmenů bordeauxskou jíchou k ochraně před průnikem hlemýždě do korun stromů je účinné až jeden rok. Nejobvyklejším způsobem ochrany v produkčních sadech a v dalších zemědělských plodinách je pesticidní ošetření. Ošetření moluskocidy však většinou nezajistí úplnou ochranu a je ho nutné kombinovat s dalšími metodami. V České republice jsou k ochraně proti plžům povoleny přípravky s účinnými látkami fosforečnan železitý (Ferramol, SLUXX, Zdravá zahrada přípravek proti slimákům), metaldehyd (Vanish Slug Pellets) a methiokarb (Mesurol Schneckenkorn). Přípravky s těmito účinnými látkami jsou k ošetřování proti hlemýždi úspěšně využívány v zemích, v nichž škodí.